# Voice (single van Perfume)
Voice is een single van de Japanse groep Perfume en afkomstig van hun derde studioalbum, JPN (2011).
De single verscheen op 10 augustus 2010 en werd geschreven en gecomponeerd door Yasutaka Nakata. Op de B-kant staat het nummer 575.

## Nummers
| Nr. | Titel                | Duur |
| --- | -------------------- | ---- |
| 1.  | Voice                | 4:13 |
| 2.  | 575                  | 4:28 |
| 3.  | Voice (Instrumental) | 4:12 |
| 4.  | 575 (instrumental)   | 4:25 |

## Artiesten en medewerkers
- Ayano Ōmoto (Nochi) - zang
- Yuka Kashino (Kashiyuka) - zang
- Ayaka Nishiwaki (A~chan) - zang
- Yasutaka Nakata - compositie en productie